# Сан (Кальвадос)
Сан (фр. Saon) — коммуна во Франции, находится в регионе Нижняя Нормандия. Департамент коммуны — Кальвадос. Входит в состав кантона Тревьер. Округ коммуны — Байё.
Код INSEE коммуны — 14667.

## Население
Население коммуны на 2010 год составляло 235 человек.
| 1962 | 1968 | 1975 | 1982 | 1990 | 1999 | 2010 |
| ---- | ---- | ---- | ---- | ---- | ---- | ---- |
| 281  | 280  | 248  | 189  | 182  | 217  | 235  |

## Экономика
В 2010 году среди 158 человек трудоспособного возраста (15—64 лет) 115 были экономически активными, 43 — неактивными (показатель активности — 72,8 %, в 1999 году было 76,7 %). Из 115 активных жителей работали 109 человек (57 мужчин и 52 женщины), безработных было 6 (5 мужчин и 1 женщина). Среди 43 неактивных 16 человек были учениками или студентами, 19 — пенсионерами, 8 были неактивными по другим причинам.